# 미하일 셰레메트
미하일 세르게예비치 셰레메트(러시아어: Михаил Сергеевич Шеремет; 우크라이나어: Михайло Сергійович Шеремет Mykhailo Serhiiovych Sheremet[*]; 1971년 5월 23일 출생)는 러시아의 정치인이자 전 우크라이나 정치인으로, 2016년 10월 5일부터 국가두마 의원이자 국가두마 에너지 위원회 위원으로 재직하고 있다. 이전에 그는 2014년부터 2016년까지 크림 각료 회의 제1부의장을 역임했다.

## 생애
미하일 셰레메트는 1971년 5월 23일 당시 우크라이나 소비에트 사회주의 공화국의 크림주의 일부였던 잔코이에서 태어났다. 1988년부터 1989년까지 그는 잔코이 기계 제작 공장에서 견습 선반공으로 일했다. 1993년에는 심페로폴 고등 군사정치 건설학교를 졸업하며 고등 군사 교육을 받았다. 1995년에는 산마리노 국제 과학 아카데미 국제 경영, 비즈니스 및 법률 연구소(이 연구소는 우크라이나의 슬로우얀스크에 위치했으며 1996년에 폐쇄됨)에서 "재무 전문가" 재교육 과정을 졸업했다.
군사 학교를 졸업한 후 2002년까지 우크라이나 지상군에서 복무했다. 2002년부터 2004년까지 군 복무를 마치고 와인 및 보드카 생산 업체 "소유즈-빅탄 유한회사"의 심페로폴 지점에서 보안 담당관으로 일했다. 2004년부터 2009년까지 타브리다 코퍼레이션에서 보안 담당 부사장으로 일했다. 2009년 5월부터 10월까지는 모놀리트-플러스 유한회사에서 부국장으로 일했다. 2009년부터 2010년까지는 개방형 합자 회사인 I. M. 쿠이비셰프 심페로폴 자동차 수리 공장에서 총무 담당 부국장으로 일했다. 2010년부터 2014년까지 우크라이나 친러시아 정당인 "러시아 통합"에서 심페로폴 시 지부장을 맡았다.
2014년에 셰레메트는 러시아 점령군과 협력하여 분리 독립을 선언한 크림 공화국의 '인민 민병대' 사령관을 맡았다. 2014년부터 2016년까지 셰레메트는 러시아의 크림 각료 회의에서 부의장을 맡았고, 이후 제1부의장으로 승진했다. 그는 또한 영국 정부에 의해 제재를 받았다.
2014년 4월, 그는 통합 러시아 당에 입당했다.
2018년, 그는 러시아 국립경제행정 아카데미에서 재교육을 받았다.
2024년 3월 크로쿠스 시티 홀 공격 이후, 셰레메트는 러시아가 우크라이나 침공을 지칭하는 "특수 군사 작전"을 마칠 때까지 이민에 대한 전면적인 금지를 도입할 것을 촉구했다. 셰레메트에 따르면, 러시아에 입국하는 모든 외국인은 테러리스트 또는 사보타주범으로 의심될 수 있다고 한다.

### 입법 활동
2016년부터 2019년까지 제7대 국가두마 의원 재직 기간 동안 136건의 입법 발의와 연방 법률 초안 개정안을 공동 발의했다.

## 법적 문제
2019년 2월, 셰레메트는 장애인을 폭행한 혐의로 기소되었다. 그는 피해자인 이고르 니키텐코와 멀리 떨어져 있었다며 모든 혐의를 부인했다. 이에 셰레메트는 방문객이 자신을 때렸을 뿐만 아니라 초록색 물질을 뿌렸다고 말했다. 경찰이 현장에 출동했다. 현재 러시아 수사위원회는 사건의 경위를 조사하고 있다.
1. 1 2  “Шеремет Михаил Сергеевич” (러시아어). Государственная Дума. 2018년 8월 25일에 원본 문서에서 보존된 문서.
2. 1 2  “Шеремет Михаил Сергеевич”. ФедералПресс Энциклопедия. 2016년 9월 29일에 원본 문서에서 보존된 문서. 2016년 10월 11일에 확인함.
3. 1 2  “Шеремет, Михаил Сергеевич Депутат Государственной думы РФ - Персона ТАСС” (러시아어). ТАСС. 2016년 2월 24일에 원본 문서에서 보존된 문서. 2019년 2월 19일에 확인함.
4. ↑  “Единая Россия официальный сайт Партии / Кто есть кто”. krym.er.ru. 2019년 2월 20일에 원본 문서에서 보존된 문서. 2019년 2월 19일에 확인함.
5. ↑  “CONSOLIDATED LIST OF FINANCIAL SANCTIONS TARGETS IN THE UK” (PDF). 2023년 4월 16일에 확인함.
6. ↑  “Приложение к постановлению Центральной избирательной комиссии Российской Федерации от 23 сентября 2016 г. N 56/541-7” (러시아어). Российская газета. 2021년 4월 14일에 원본 문서에서 보존된 문서. 2019년 2월 19일에 확인함.
7. ↑  Грудцинов, Руслан (2024년 3월 24일). “Шеремет предложил запретить въезд мигрантов в Россию на время СВО”. 《Парламентская газета》 (러시아어). 2024년 3월 24일에 원본 문서에서 보존된 문서. 2024년 3월 24일에 확인함.
8. ↑  “Объекты законотворчества :: Система обеспечения законодательной деятельности”. sozd.duma.gov.ru. 2019년 9월 26일에 원본 문서에서 보존된 문서. 2019년 8월 11일에 확인함.
9. ↑  “Депутат Госдумы Шеремет утверждает, что инвалид в него не только плюнул, но и облил зелёнкой”. Примечания.ру. 2019년 2월 28일.[깨진 링크(과거 내용 찾기)]